# Port lotniczy Kolombo
Port lotniczy Kolombo (syng. බණ්ඩාරනායක ජාත්‍යන්තර ගුවන්තොටුපළ, tamil. பண்டாரநாயக்க சர்வதேச விமான நிலையம்) – międzynarodowy port lotniczy położony w Katunayake, 35 km na północ od centrum Kolombo. Jest największym portem lotniczym na Sri Lance i głównym hubem linii lotniczych SriLankan Airlines.

## Linie lotnicze i połączenia
| Linia                      | Kierunek |
| -------------------------- | --- |
| Aerofłot                   | 1. Moskwa-Szeremietiewo |
| Air Arabia                 | 1. Abu Zabi 2. Szardża |
| Air China                  | 1. Chengdu-Tianfu |
| Air India                  | 1. Ćennaj 2. Delhi |
| Air Astana                 | 1. Ałmaty |
| Air Seychelles             | 1. Mahé |
| AirAsia                    | 1. Kuala Lumpur |
| Arkia                      | 1. Mahé 2. Tel Awiw |
| Azur Air                   | Sezonowe czartery: 1. Krasnojarsk 2. Moskwa-Wnukowo 3. Nowosybirsk 4. Petersburg |
| Cathay Pacific             | 1. Hongkong |
| China Eastern Airlines     | 1. Kunming 2. Male 3. Szanghaj-Pudong |
| Cinnamon Air               | 1. Batticaola 2. Bentota 3. Dickwella 4. Hambantota 5. Koggala 6. Nuwara Eliya 7. Sigiriya 8. Trikunamalaja Czartery: 1. Dżaffna 2. Vavuniya |
| Edelweiss Air              | Sezonowo: 1. Zurych |
| Emirates                   | 1. Dubaj 2. Male |
| Enter Air                  | Sezonowe czartery: 1. Katowice 2. Warszawa-Chopin |
| Etihad Airways             | 1. Abu Zabi |
| FitsAir                    | 1. Ćennaj 2. Dubaj 3. Dhaka (od 16 kwietnia 2024) 4. Male |
| Flydubai                   | 1. Dubaj 2. Male |
| Gulf Air                   | 1. Bahrajn 2. Male |
| IndiGo                     | 1. Bengaluru 2. Ćennaj 3. Hajdarabad 4. Mumbaj (od 12 kwietnia 2024) |
| Jazeera Airways            | 1. Kuwejt |
| LOT                        | Sezonowe czartery: 1. Praga 2. Warszawa-Chopin |
| Malaysia Airlines          | 1. Kuala Lumpur |
| Maldivian                  | 1. Male (powrót od 25 kwietnia 2024) |
| Qatar Airways              | 1. Doha |
| SalamAir                   | 1. Maskat |
| Singapore Airlines         | 1. Singapur |
| Smartwings                 | Sezonowe czartery: 1. Budapeszt |
| SriLankan Airlines         | 1. Abu Zabi 2. Ad-Dammam 3. Bengaluru 4. Bangkok-Suvarnabhumi 5. Ćennaj 6. Delhi 7. Dhaka 8. Doha 9. Dubaj 10. Frankfurt 11. Gan 12. Guangzhou 13. Hajdarabad 14. Dżakarta-Soekarno-Hatta 15. Dżudda 16. Karaczi 17. Katmandu 18. Koczin 19. Kuala Lumpur 20. Kuwejt 21. Lahaur 22. Londyn-Heathrow 23. Maduraj 24. Male 25. Melbourne 26. Mumbaj 27. Paryż-Charles de Gaulle 28. Pekin-Capital 29. Rijad 30. Seul-Inczon 31. Singapur 32. Sydney 33. Szanghaj-Pudong 34. Thiruvananthapuram 35. Tiruchirapalli 36. Tokio-Narita |
| Thai AirAsia               | 1. Bangkok-Don Muang |
| Thai Airways International | 1. Bangkok-Suvarnabhumi |
| Turkish Airlines           | 1. Stambuł |
| Vistara                    | 1. Mumbaj |